# Base Aérea Alpnach
La Base Aérea Alpnach (código OACI LSMA) es un aeródromo de la Fuerza Aérea Suiza cerca de la ciudad de Alpnach, en el cantón de Obwalden, Suiza. Tiene una pista de hormigón con una longitud de 1.500 metros y un ancho de 40 metros, así como varias pistas de rodaje y varios hangares.